# Philip Medford LeCompte
Philip Medford LeCompte (* 4. Oktober 1907 in Binghamton, New York; † 15. September 1998 in Lexington, Massachusetts) war ein US-amerikanischer Pathologe. Er leitete 30 Jahre lang die Pathologie am Faulkner Hospital in Boston, einem Lehrkrankenhaus der Tufts University. Mit seinen Untersuchungen zur pathologischen Anatomie der Langerhans-Inseln der Bauchspeicheldrüse trug er wesentlich zum Verständnis der als Typ-1-Diabetes bezeichneten Form des Diabetes mellitus als Autoimmunerkrankung bei.

## Leben
Philip LeCompte wurde 1907 in Binghamton, New York geboren und studierte Medizin an der University of Minnesota sowie an der Yale University, an der er sein Studium 1936 abschloss. Nach einem einjährigen Forschungsaufenthalt an der Harvard University kehrte er 1940 nach Yale zurück und war dort, neben einer Tätigkeit als Pathologe am Fairfield State Hospital in Newtown, als Dozent an der Abteilung für Pathologie tätig.
Er wechselte später an das Faulkner Hospital in Boston, ein Lehrkrankenhaus der Tufts University, an dem er 30 Jahre lang als Leiter der Abteilung für Pathologie wirkte. Im Jahr 1974 ging er in den Ruhestand, hatte jedoch weiterhin eine Anstellung an der medizinischen Fakultät der Tufts University inne und war in Lehre und Forschung im Bereich der Gastroenterologie tätig.
Philip LeCompte, der ab 1939 verheiratet war und einen Sohn sowie eine Tochter hatte, starb 1998 in Lexington, Massachusetts. Das Pathologische Labor des Faulkner Hospitals trägt ihm zu Ehren den Namen „The Doctor Philip M. LeCompte Laboratory“.

## Wissenschaftliches Wirken
Philip LeCompte leistete mit einer 1958 in der Fachzeitschrift AMA Archives of Pathology unter dem Titel „Insulitis in early juvenile diabetes“ erschienenen Veröffentlichung einen wichtigen Beitrag zur Erforschung des Diabetes mellitus. In dieser Arbeit beschrieb er eine Entzündung der Langerhans-Inseln der Bauchspeicheldrüse bei vier Patienten mit Diabetes im Kindesalter. Er brachte damit diese als Insulitis bezeichnete Beobachtung, die bereits von anderen Autoren in Einzelfällen beschrieben und als vorübergehendes Phänomen ohne weitergehende Bedeutung diskutiert worden war, erneut in das Interesse der Diabetesforschung. Als Ursache für die Insulitis diskutierte er eine infektiöse oder eine toxische Schädigung der Langerhans-Inseln, zog jedoch auch immunologische Prozesse in Betracht.
Der belgische Pathologe Willy Gepts, der in der Folgezeit eng mit Philip LeCompte zusammenarbeitete, konnte durch weiterführende Untersuchungen an einer größeren Zahl von Patienten Mitte der 1960er Jahre zeigen, dass eine entzündliche Infiltration von Zellen des Immunsystems in und um die Langerhans-Inseln charakteristisch für die als Typ-1-Diabetes bezeichnete Form der Erkrankung ist. Beide legten damit den Grundstein für die bis in die Gegenwart akzeptierte Sichtweise, dass es sich beim Typ-1-Diabetes um eine Autoimmunerkrankung handelt.

## Werke (Auswahl)
- The Biology of Arteriosclerosis. Springfield 1938 (als Mitherausgeber)
- Tumors of the Carotid Body and related Structures. Washington DC 1951
- The Pathology of Diabetes mellitus. Philadelphia 1966 (als Mitherausgeber)